# 悲曲 禁じられた愛
「悲曲 禁じられた愛」は、1977年1月13日から同年3月31日までよみうりテレビ（制作）・日本テレビ系列の毎週木曜日22:00〜22:54の枠で放映されたテレビドラマ。全12回。

## キャスト
- 佐伯遙子：大原麗子
- 西條耕治：田村正和
- 西條俊作：山形勲
- 関根辰男：渡辺篤史
- 関根?美：坂口良子
- 小沢一之：津川雅彦
- 小沢節子：磯野洋子
- ：宮下順子
- ：佐藤慶
- ：大和田獏

## スタッフ
- 脚本：八木柊一郎
- 演出：鶴橋康夫
- 音楽：平尾昌晃
- 主題歌：平山淑子「悲曲」

## ノベライズ
「悲曲 禁じられた愛」（三笠書房、1976年12月）著：島崎紀之、原案：八木柊一郎
| よみうりテレビ系 木曜22時台 | よみうりテレビ系 木曜22時台 | よみうりテレビ系 木曜22時台 |
| 前番組                      | 番組名                      | 次番組                      |
| --------------------------- | --------------------------- | --------------------------- |
| 青い華火                    | 悲曲 禁じられた愛           | 炎の中の女-「椿姫」より-    |